# Chiesa degli Eremitani

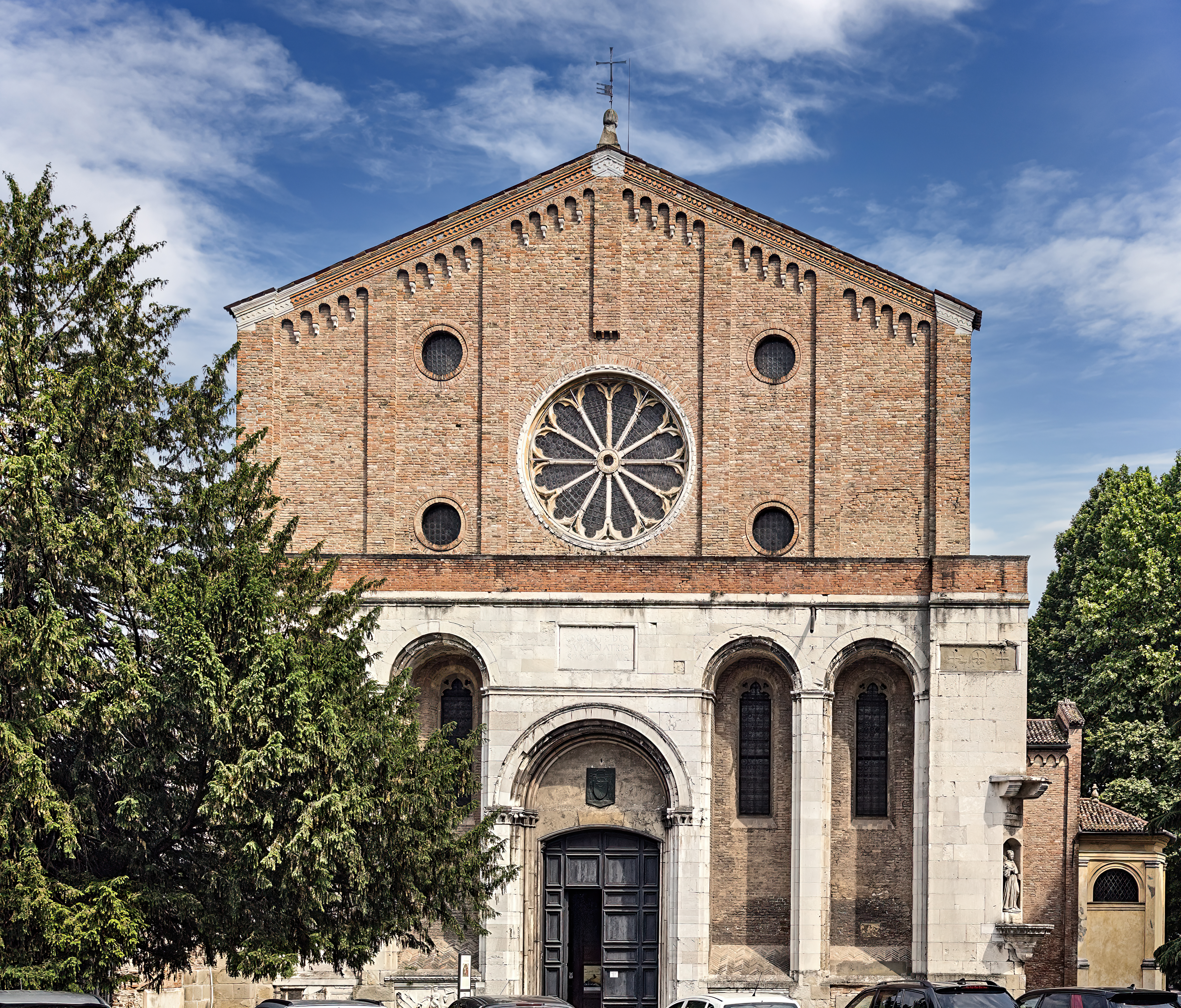
De Chiesa degli Eremitani in Padua

De Chiesa degli Eremitani in de Italiaanse stad Padua is de dertiende-eeuwse gotische kerk van het voormalige klooster van de augustijnen. De kerk is gebouwd in 1276 en bevat fresco's van onder meer Mantegna en Guariento di Arpo. Deze fresco-cycli maken deel uit van Padua's 14e-eeuwse frescocycli, die sinds 2021 UNESCO werelderfgoed zijn.
In maart 1944 werd frescocyclus van Mantegna in de 'Cappella Ovetari' grotendeels vernietigd door geallieerde bombardementen, evenals de kerk zelf. Na de Tweede Wereldoorlog werd de kerk volledig heropgebouwd. 
De Chiesa degli Eremitani bevindt zich naast de Cappella degli Scrovegni. In het voormalige klooster (links naast de kerk) is het 'Musei civici agli Eremitani' gevestigd. 